# Carrel (Mondkrater)
Carrel ist ein kleiner Einschlagkrater im Mare Tranquillitatis. Durch eine leichte Ausbuchtung im nordwestlichen Rand bietet er ein verzerrtes Erscheinungsbild. Sein Inneres ist ebenfalls durch Erhöhungen und abgerutschtes Material unregelmäßig gestaltet. Der Krater überdeckt einen Höhenzug in der Oberfläche des Mare.
Vor seiner Umbenennung durch die Internationale Astronomische Union (IAU) im Jahre 1979 trug er die Bezeichnung Jansen B. Der von Lava überschwemmte Krater Jansen liegt in nordöstlicher Richtung.